# مرياما سينيتي
مرياما سينيتي (بالفرنسية: Mariama Signaté) مواليد 22 يوليو 1985 في داكار، هي لاعبة كرة يد فرنسية تلعب كظهير أيسر. مثلت منتخب فرنسا لكرة اليد للسيدات. شاركت في دورة الألعاب الأولمبية الصيفية سنة 2008. حققت المركز الأول في ألعاب البحر الأبيض المتوسط 2009.

## سجل المنافسة
شاركت في البطولات التالية:
- الألعاب الأولمبية الصيفية 2012
- بطولة العالم لكرة اليد للسيدات 2011
- بطولة العالم لكرة اليد للسيدات 2013
- بطولة أوروبا لكرة اليد للسيدات 2012

## الميداليات
| الميدالية | المسابقة                            |
| --------- | ----------------------------------- |
| فضية      | بطولة العالم لكرة اليد للسيدات 2009 |
| فضية      | بطولة العالم لكرة اليد للسيدات 2011 |
| ذهبية     | ألعاب البحر الأبيض المتوسط 2009     |

## روابط خارجية
- مرياما سينيتي على موقع الاتحاد الأوروبي لكرة اليد (الإنجليزية)
- مرياما سينيتي على موقع اللجنة الأولمبية الدولية (الإنجليزية)
- مرياما سينيتي على موقع أوليمبيديا (الإنجليزية)
- مرياما سينيتي على موقع اللجنة الأولمبية الفرنسية (مؤرشف) (الفرنسية)